# 變紅絲蓋傘
變紅絲蓋傘（學名：Inocybe erubescens，同種異名：I. patouillardii）是一種有毒的擔子菌門真菌，屬於絲蓋傘屬以及少數有名的致死毒菇之一。此物種會於山毛櫸與其相關物種的落葉區域，以小群體的方式生長。所有的菇類圖鑑與蘑菇獵人建議所有絲蓋傘屬的菇類都一律避免採集。該物種的子實體會在春天與夏天出現；鐘狀的菌傘通常會呈現粉紅色的色澤，並有紅色的斑點；另外此物種還有紫紅色的菌柄與菌褶。

## 分布與習性
該物種常見於山毛櫸林與堊白色土壤，但也會生長於闊葉林，並主要於春季與夏季，生長於落葉之中。該物種可在南歐發現，但也有在土耳其安納托利亞東部發現的紀錄。

## 毒性
變紅絲蓋傘含有蕈毒鹼，其含量比毒蠅傘還高，並且會致死，而毒蠅傘並不會致死。其中於1937年，英格蘭南部的薩里郡出現該毒菇導致死亡的紀錄。

### 書籍與網頁
- North, Pamela. . Blandford Press & Pharmacological Society of Great Britain. 1967.
- Toxicity, Mushrooms - Muscarine（页面存档备份，存于）